# Садиба Більського
Садиба Більського (дача Хрущова) — комплекс з особняка, прибуткового будинку і парку, розташований на вулиці Герцена, 14, що на Лук'янівці в Києві.
Наказом Головного управління охорони культурної спадщини № 10/38-11 від 25 червня 2011 року будівлі внесені до обліку пам'яток архітектури та містобудування місцевого значення.
Характерний зразок садиб, зведених наприкінці XIX сторіччя в неоренесансному стилі.

## Історія садиби
1889 року ділянку в урочищі Кмитів яр придбав помічник аптекаря Октавіан Більський, який одразу взявся за спорудження дерев'яного особняка. 1893 року будинок обличкували цеглою. Після того, як фармацевт став власником аптеки на Костянтинівській, 17, що на Подолі, він викупив у чиновника В. Буличенка сусідню ділянку. Більський звів на ній прибутковий будинок із двома п'ятикімнатними квартирами.
На території садиби розпланували парк.
1922 року садибу націоналізували більшовики. Парк на деякий час відкрили для відпочинку громадян, але незабаром перетворили на режимний об'єкт. З 1934 року і до своєї страти в 1937 році в колишньому прибутковому будинку мешкав глава каральних органів в Україні, один з організаторів Голодомору Всеволод Балицький. Він керував переїздом столиці УСРР із Харкова до Києва. Нарком внутрішніх справ облаштував у парку ставки, містки, фонтан, альтанки, паркові скульптури, реконструював будинок, замовив меблі із червоного дерева. Кошти брав за фіктивними рапортами з «особливого фонду». Усього ним було витрачено близько мільйона карбованців.
Після розстрілу Балицького, напередодні Німецько-радянської війни, садибу віддали табору для дітей співробітників НКВС.
Після звільнення Києва від нацистів садибу перетворили на резиденцію партійних керівників республіки. У 1943—1949 роках у другому будинку мешкав голова Ради народних комісарів УРСР і перший секретар ЦК КП(б)У Микита Хрущов. Він перебрався сюди після обстрілу його помешкання на Павлівській вулиці, 9. В колишньому особняку, меншому за розміром, розміщувались обслуга й охорона.
За спогадами доньки Хрущова Ради, її батько дуже любив затишну спецдачу. Щоранку і щовечора він прогулювався парком. А коли йому подарували магнітофон, то записував у садибі солов'їні співи.
Київські екскурсоводи стверджують, що для Хрущова в парку організували зоокуток із павичами і ведмедем. Також переповідають байку про підземний бункер для проведення таємних нарад, від якого йшли ходи у бік колишньої партійної школи.
1963 року в садибі оселився Петро Шелест. Він виступав за паритет в економічних відносинах між союзним центром і республікою. Така позиція здалась радянському керівництву занадто «націоналістичною». 1972 року напередодні візиту до Києва президента США Річарда Ніксона його усунули з посади.
За часів Володимира Щербицького, який переїхав у нову резиденцію в Межігір'ї, садибу передали інституту педіатрії, акушерства і гінекології. Відтоді особняки займають адміністрація інституту, Український центр планування сім'ї, відділення психологічної підготовки до пологів.
У 1974—1992 роках на території садиби спорудили сучасні корпуси інституту.

## Архітектура

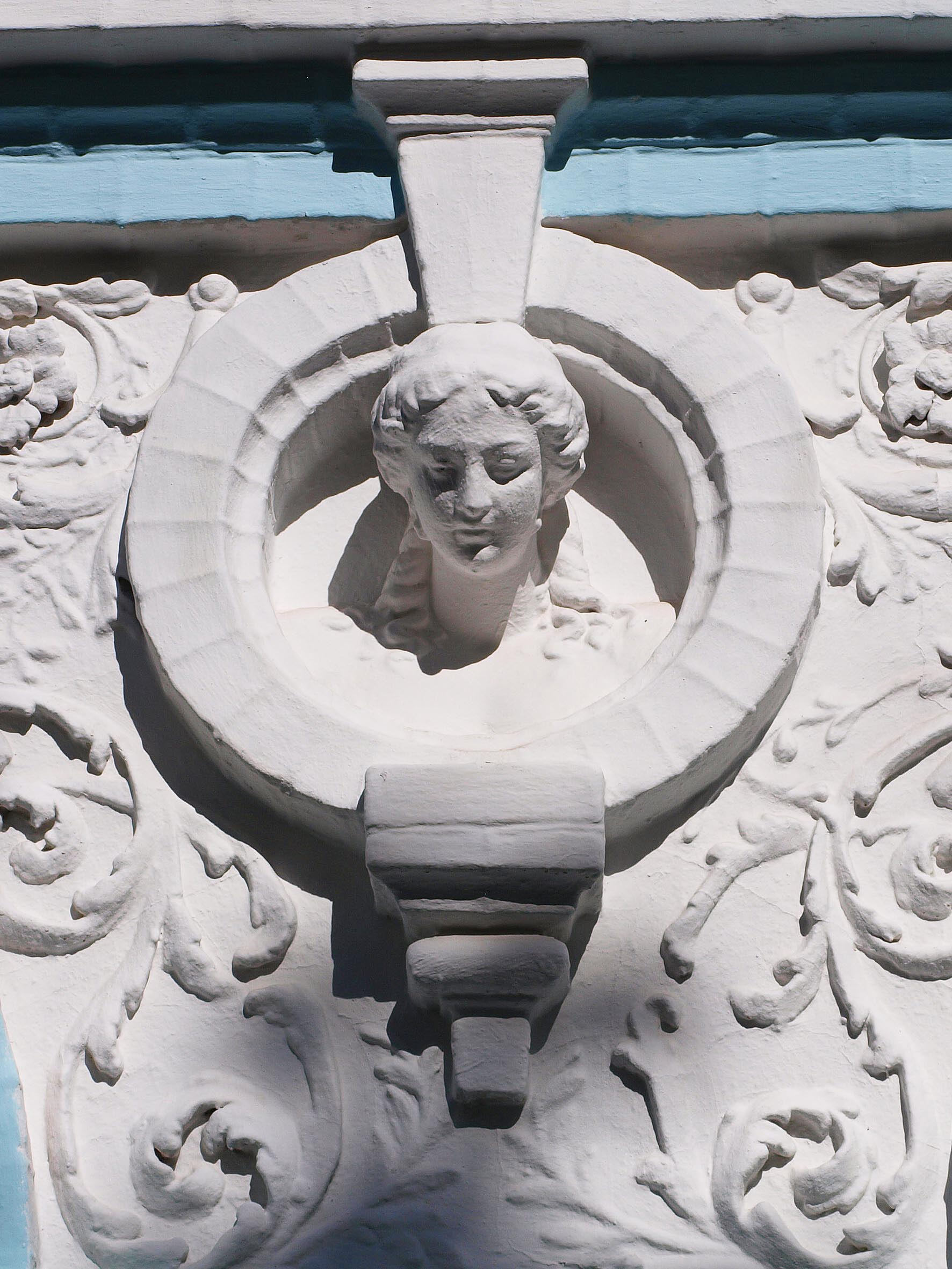
Маскарон. «Дача Хрущова»

Обидві будівлі зведені у стилі неоренесансу за проєктом архітектора Миколи Казанського.

### Особняк (корпус №5)
Одноповерховий, дерев'яний й обкладений цеглою особняк, який розташований ліворуч на лінії забудови, звели першим.
У будинку пласкі перекриття, вальмовий дах і бляшане покриття. Входи з високими ґанками розташовані з торців будинку.
Будівлю фланкують два ризаліти, увінчані півсферичними банями. Їх прикрашають наріжні пілястри, напівциркульні вікна, фестони, аркатурний аттик.
Чоловий фасад симетричний з дев'ятьма віконними прорізами. Центральна вісь виділена пілястрами обабіч вікна і парапетом з аттиком.
Вікна оздоблені замковими каменями з фестонами-гірляндами. Фризи прикрашені гіпсовими рослинними орнаментами.
Антаблемент увінчає карниз.

### «Дача Хрущова» (корпус №6)

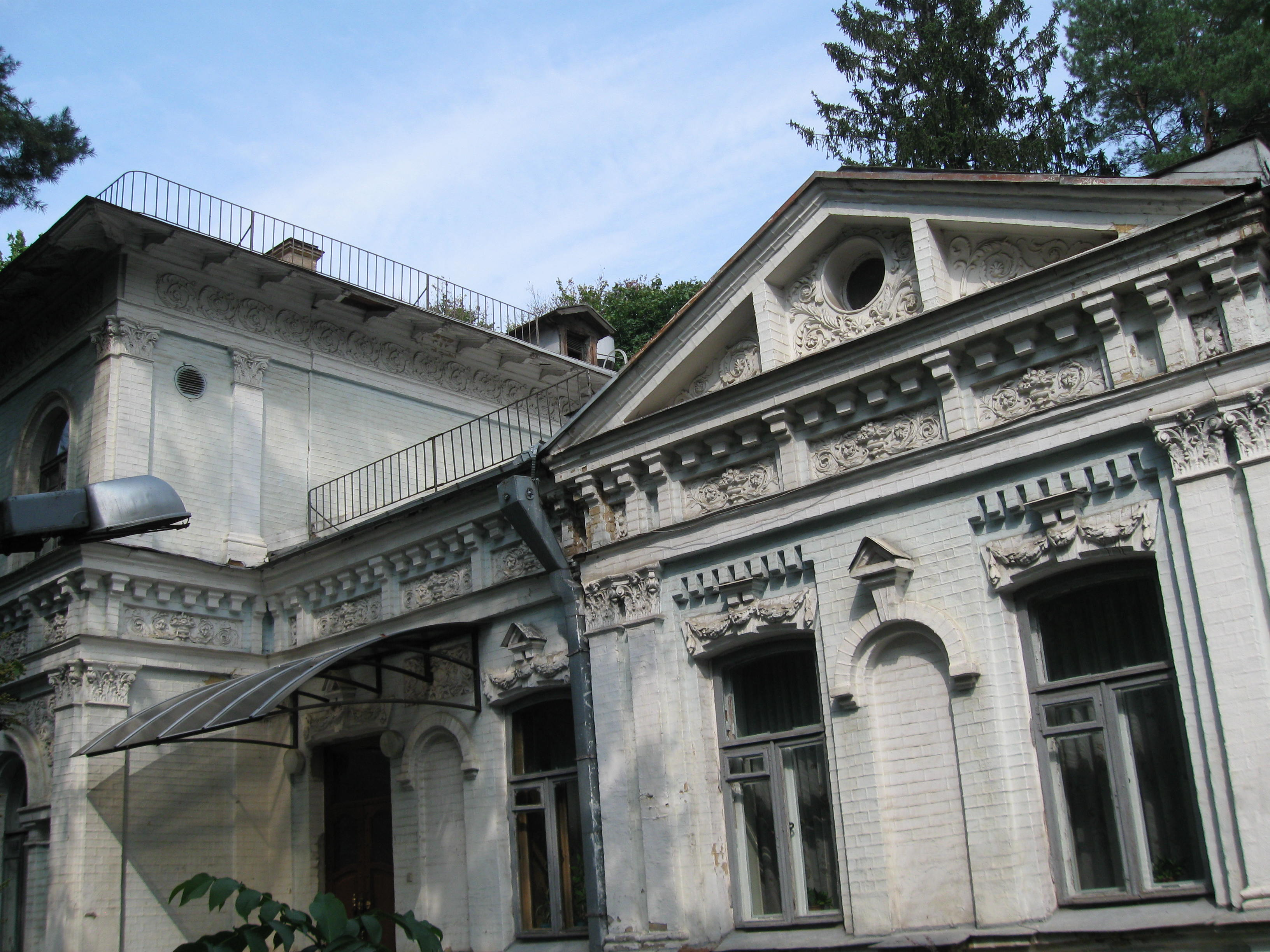
Декор фасаду пам'ятки

Колишній прибутковий будинок розташований праворуч на лінії забудови. Це — дерев'яна й обкладена цеглою будівля. Так само має пласкі перекриття і вальмовий дах.
Центральна вісь — двовіконний портик з подвійними пілястрами коринфського ордера і трикутним фронтоном. Вхід із невеликим ґанком влаштований в кутку.
На флангах — ризаліти із напівциркульними вікнами. Вони прикрашені архівольтами із замковими каменями й імпостами. З боків ризаліти оздоблені наріжними пілястрами, фестонами та жіночими маскаронами у нішах. 1948 року ризаліти надбудували другим поверхом.
У фризах — гіпсові рослинні орнаменти. Карниз антаблемента спирається на консолі. Другий поверх має ліплені фризи.

Парк
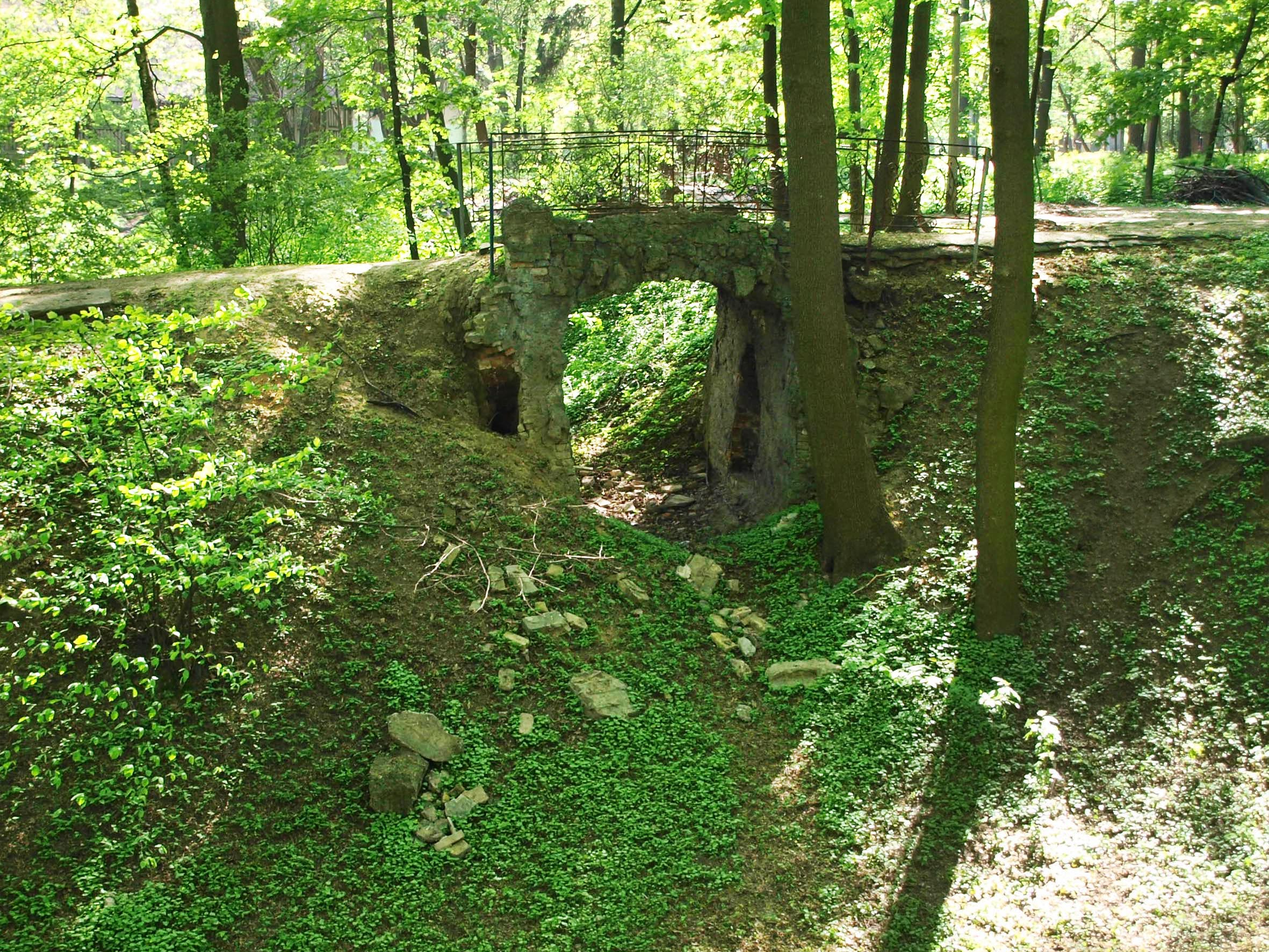
Місток у парку
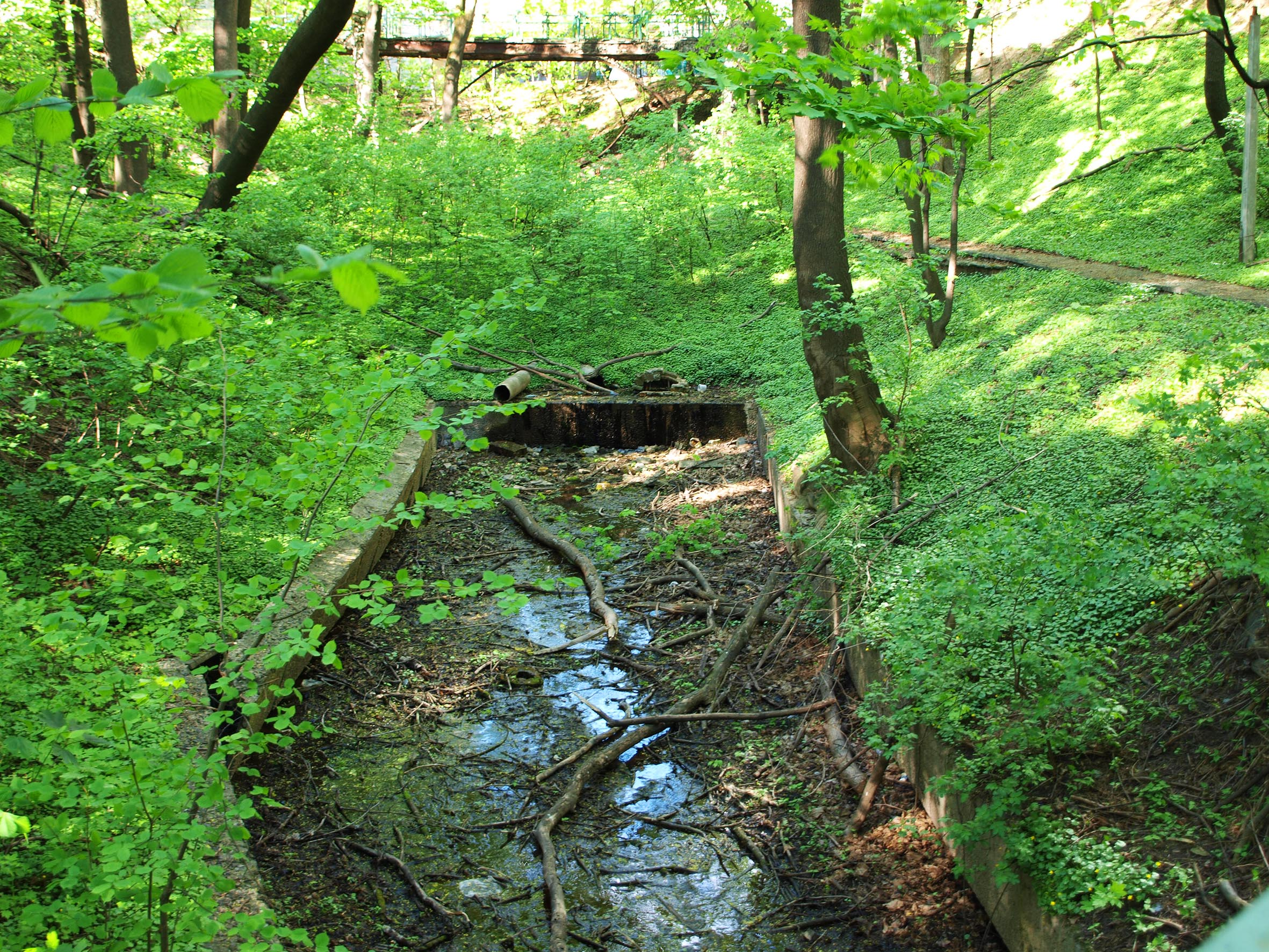
Витік Глибочиці
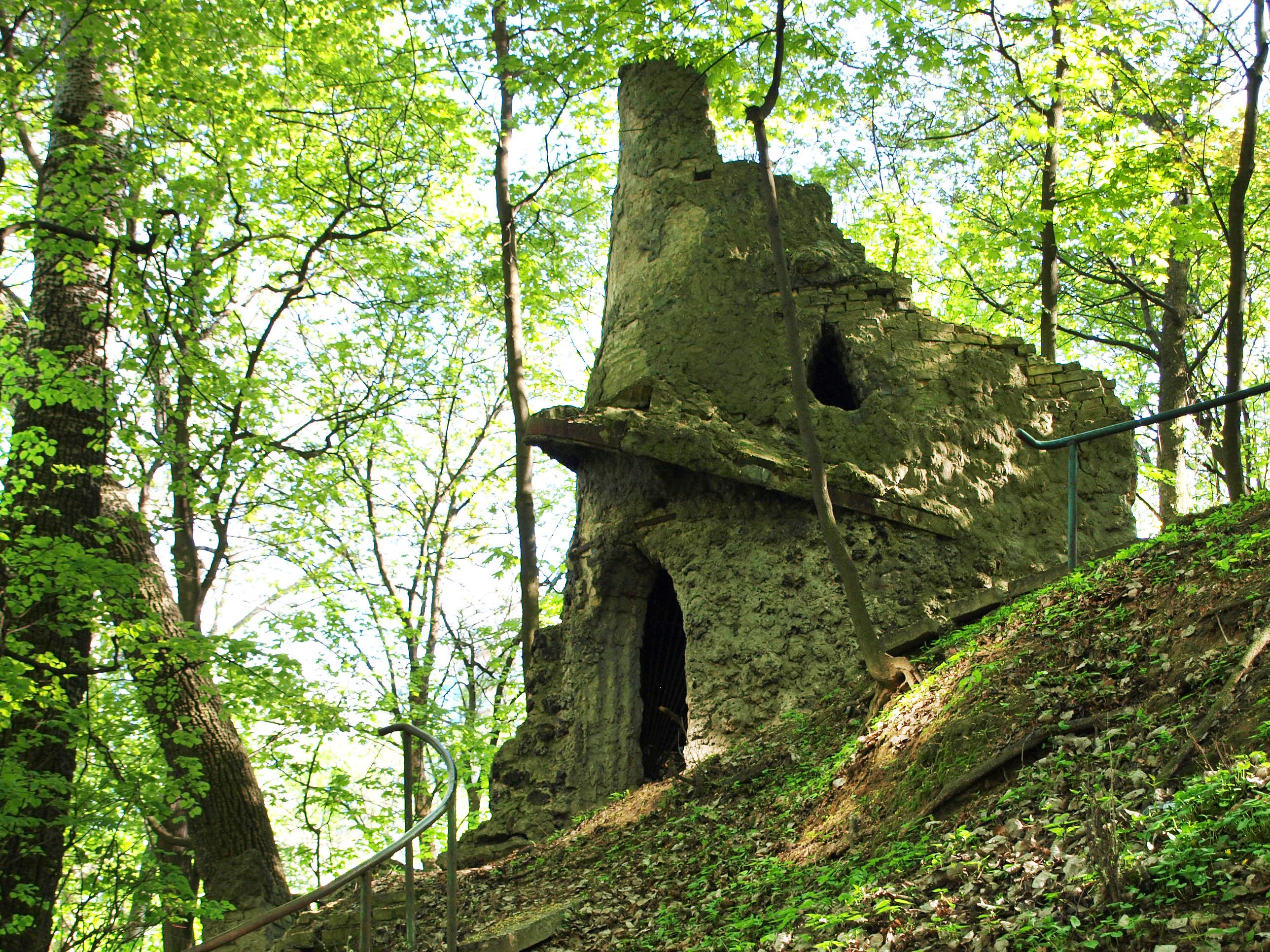
Декоративна споруда